# FC Twente in het seizoen 2018/19 (mannen)
Het seizoen 2018/19 was het 54e jaar in het bestaan van de Enschedese voetbalclub FC Twente. Na degradatie uit de Eredivisie in het voorgaande seizoen 2017/18, kwam het eerste elftal van de club uit in de Eerste divisie. Daarnaast nam zij deel aan het toernooi om de KNVB beker. Het beloftenelftal Jong FC Twente kwam uit in de Reservecompetitie 2018/19 (voetbal).
FC Twente werd kampioen en promoveerde daardoor binnen een jaar terug naar de Eredivisie. In het bekertoernooi kwam Twente tot de kwartfinale, waarin het werd uitgeschakeld door de latere finalist Willem II.

## Verloop
Door financiële problemen was het na de degradatie uit de Eredivisie enige tijd onduidelijk of FC Twente kon blijven voortbestaan. De voorbereiding kwam daardoor laat op gang. Ted van Leeuwen keerde per 1 juli 2018 terug als technisch directeur bij FC Twente. Zijn eerste taak was het samenstellen van een nieuwe selectie. Al eerder was Evert Bleuming teruggekeerd om leiding te gaan geven aan de scouting. Een van de eerste nieuwe spelers die werd aangetrokken was Wout Brama, eerder actief voor Twente tussen 2005 en 2014. Hij ging als aanvoerder leiding geven aan het nieuwe team.
Ondanks de gebrekkige voorbereiding won FC Twente in de eerste wedstrijd van mededegradant Sparta Rotterdam. De wedstrijd werd bezocht door 27.200 toeschouwers, een aantal dat sinds 1963 niet meer was voorgekomen in de Eerste divisie. De thuiswedstrijd tegen Go Ahead Eagles op 18 november 2018 trok 29.500 toeschouwers. In de eerste competitiehelft speelde Twente wisselvallig. De thuiswedstrijden tegen TOP Oss, MVV, Go Ahead Eagles en Jong Ajax en de uitwedstrijd tegen FC Den Bosch gingen verloren. Desondanks stond Twente na negentien wedstrijden op de vierde plaats, op twee punten achterstand van koploper FC Den Bosch. In het bekertoernooi won Twente van achtereenvolgens FC Groningen, vv Noordwijk en RKC Waalwijk, waardoor het zich als enige eerstedivisieclub plaatste voor de kwartfinales. In deze ronde werd thuis verloren van Willem II.
Door direct na de winterstop de wedstrijden tegen MVV, Jong FC Utrecht en Almere City FC te winnen, kwam Twente na 22 wedstrijdronden op de eerste plaats van de rangschikking. De voorsprong liep op tot elf punten op Sparta en FC Den Bosch na 26 speelronden. Van speelronde 17 tot en met speelronde 31 had FC Twente een ongeslagen reeks van veertien overwinningen en één gelijkspel. Ondanks nederlagen tegen RKC en FC Dordrecht kon FC Twente in speelronde 35 tegen Jong Ajax kampioen worden. Vanwege de beperkte capaciteit op sportpark De Toekomst en de mogelijke komst van een groot aantal supporters van FC Twente werd deze wedstrijd op last van de burgemeesters van Ouder-Amstel en Amsterdam verboden en uitgesteld. In de daaropvolgende wedstrijd, thuis op 22 april 2019 tegen Jong AZ, werd FC Twente kampioen. De ploeg speelde 0-0 gelijk, maar door een 2-0 verlies van Sparta tegen Jong PSV was het onderlinge verschil op de ranglijst te groot om nog ingelopen te worden. Het uitgestelde duel tegen Jong Ajax werd een week later met 5-2 gewonnen, waardoor Twente van iedere tegenstander dit seizoen minimaal één keer won.
In totaal won FC Twente 25 van de 38 gespeelde wedstrijden en haalde het 80 punten. Acht wedstrijden ging verloren en vijf wedstrijden eindigden in een gelijkspel. Tom Boere was topscoorder van de ploeg met zestien doelpunten.

## Selectie en technische staf

### Eerste selectie
Keepers

13. Nick Hengelman

16. Joël Drommel

22. Jeffrey de Lange

26. Jorn Brondeel

Verdediging

2. Ricardinho

3. Xandro Schenk

4. Nacho Monsalve

5. Michaël Maria

21. Cristian González

25. Peet Bijen

27. Rafael Ramos

28. Jeroen van der Lely

Middenveld

6. Wout Brama 

10. Haris Vučkić

11. Alexander Laukart

17. Tim Hölscher

19. Javier Espinosa

20. Matthew Smith

23. Jelle van der Heyden

Aanval

7. Aitor Cantalapiedra

8. Oussama Assaidi

9. Tom Boere

14. Rafik Zekhnini

18. Ulrich Bapoh

24. Jari Oosterwijk

47. Mohamed Hamdaoui

99. Fred Friday
Dylan George, de eerste helft van het seizoen spelend met rugnummer 30, werd in de winterstop verhuurd aan Helmond Sport.

### Beloftenselectie
Keepers

Diego Coret

Verdediging

Joel Felix

Redouan Taha el Idrissi

Mats Wieffer

Julian Wolf

Middenveld

Lukas Browning 

Jonathan Frimann

Godfried Roemeratoe

Ramiz Zerrouki

Aanval

Rashaan Fernandes

Tim van de Schepop

Xhelal Terziqi

Ryan Trotman

Dean Huiberts vertrok op 7 september 2018 naar PEC Zwolle, Ritchie Zinga vertrok op 1 januari 2019 op amateurbasis naar FC Dordrecht en Loris Deiters vertrok op 31 januari 2019 naar SC Preußen Münster.

### Technische staf
- Marino Pusic (hoofdtrainer)
- Gonzalo García García (assistent-trainer)
- Sander Boschker (keeperstrainer)
- Eric Weghorst (keeperstrainer)
- Theo ten Caat (trainer Jong FC Twente)
- Evert Bleuming (hoofd scouting)
- Ted van Leeuwen (technisch directeur)

## Transfers

### Aangetrokken
| Naam                | Vorige club            | Contract per     | Contract tot |
| ------------------- | ---------------------- | ---------------- | ------------ |
| Wout Brama          | Central Coast Mariners | 1 juni 2018      | 30 juni 2020 |
| Tim Hölscher        | Esbjerg fB             | 1 juli 2018      | 30 juni 2020 |
| Xandro Schenk       | Go Ahead Eagles        | 17 juli 2018     | 30 juni 2020 |
| Aitor Cantalapiedra | Sevilla FC             | 30 juli 2018     | 30 juni 2020 |
| Ricardinho          | Oxford United FC       | 31 juli 2018     | 30 juni 2019 |
| Nacho Monsalve      | Rayo Vallecano         | 3 augustus 2018  | 30 juni 2019 |
| Rafael Ramos        | Chicago Fire           | 6 augustus 2018  | 30 juni 2019 |
| Javier Espinosa     | Granada CF             | 31 augustus 2018 | 30 juni 2020 |

### Gehuurd
| Naam              | Gehuurd van        | Huur vanaf       | Huur tot     |
| ----------------- | ------------------ | ---------------- | ------------ |
| Ulrich Bapoh      | VfL Bochum         | 1 juli 2018      | 30 juni 2019 |
| Matthew Smith     | Manchester City FC | 3 juli 2018      | 30 juni 2019 |
| Cristian González | Sevilla FC         | 15 augustus 2018 | 30 juni 2019 |
| Rafik Zekhnini    | ACF Fiorentina     | 29 augustus 2018 | 30 juni 2019 |
| Mohamed Hamdaoui  | BV De Graafschap   | 29 januari 2019  | 30 juni 2019 |
| Fred Friday       | AZ                 | 30 januari 2019  | 30 juni 2019 |

## Wedstrijdstatistieken

### Eerste divisie
| |                                                                                              |                                           | | |
| 1e speelronde | FC Twente                                                                                    | 2 - 1 (2 - 1)                             | Sparta Rotterdam | Selectie FC Twente: |
| vrij. 17 augustus 2018 Aanvangstijd: 20:00 uur Plaats: Enschede De Grolsch Veste Toeschouwers: 27.200 Scheidsrechter: Jochem Kamphuis | Ulrich Bapoh 10' Tom Boere (p.) 40'                                                          | 1 - 0 1 - 1 2 - 1                         | 16' Lars Veldwijk | BASISOPSTELLING: Drommel - Ramos, Schenk, Bijen, Ricardinho - Smith, Brama , Hölscher - Aitor, Boere, Bapoh RESERVEBANK: Hengelman, De Lange, Van der Lely, González, Maria, Van der Heyden, Laukart, Trotman, Fernandes WISSELS: 79' Maria - Aitor 88' Van der Heyden - Hölscher 90' González - Bapoh TRAINER: Marino Pusic                    |
| - Gele kaarten: Bijen (43') - Assists: Ricardinho - Ramos, Schenk, Ricardinho, Smith, Aitor, Bapoh en González maakten hun debuut voor FC Twente.                                                                                                 |                                                                                              |                                           | | BASISOPSTELLING: Drommel - Ramos, Schenk, Bijen, Ricardinho - Smith, Brama , Hölscher - Aitor, Boere, Bapoh RESERVEBANK: Hengelman, De Lange, Van der Lely, González, Maria, Van der Heyden, Laukart, Trotman, Fernandes WISSELS: 79' Maria - Aitor 88' Van der Heyden - Hölscher 90' González - Bapoh TRAINER: Marino Pusic                    |
| 2e speelronde | Helmond Sport                                                                                | 2 - 2 (0 - 0)                             | FC Twente | Selectie FC Twente: |
| vrij. 24 augustus 2018 Aanvangstijd: 20:00 uur Plaats: Helmond SolarUnie Stadion Toeschouwers: 2.634 Scheidsrechter: Pol van Boekel | Furhgill Zeldenrust 57' Bart Meijers 89'                                                     | 1 - 0 1 - 1 2 - 1 2 - 2                   | 77' Tom Boere (p.) 90' Jari Oosterwijk                                                                                | BASISOPSTELLING: Drommel - Ramos, Nacho, González, Ricardinho - Smith, Brama , Hölscher - Aitor, Boere, Bapoh RESERVEBANK: Hengelman, De Lange, Van der Lely, Bijen, Schenk, Maria, Van der Heyden, Oosterwijk WISSELS: 83' Oosterwijk - Bapoh TRAINER: Marino Pusic                                                                            |
| - Gele kaarten: Ricardinho (32'), González (83'), Aitor (90') - Assists: Ramos - Nacho maakte zijn debuut voor FC Twente. |                                                                                              |                                           | | BASISOPSTELLING: Drommel - Ramos, Nacho, González, Ricardinho - Smith, Brama , Hölscher - Aitor, Boere, Bapoh RESERVEBANK: Hengelman, De Lange, Van der Lely, Bijen, Schenk, Maria, Van der Heyden, Oosterwijk WISSELS: 83' Oosterwijk - Bapoh TRAINER: Marino Pusic                                                                            |
| 3e speelronde | FC Twente                                                                                    | 3 - 1 (2 - 1)                             | Roda JC Kerkrade | Selectie FC Twente: |
| vrij. 31 augustus 2018 Aanvangstijd: 20:00 uur Plaats: Enschede De Grolsch Veste Toeschouwers: 26.100 Scheidsrechter: Siemen Mulder | Tim Hölscher 16' Tom Boere (p.) 20' Ulrich Bapoh 68'                                         | 0 - 1 1 - 1 2 - 1 3 - 1                   | 4' Mitchel Paulissen                                                                                                  | BASISOPSTELLING: Drommel - Ramos, Nacho, González, Ricardinho - Smith, Brama , Hölscher - Aitor, Boere, Bapoh RESERVEBANK: Brondeel, De Lange, Bijen, Schenk, Maria, Van der Heyden, Oosterwijk, Zekhnini WISSELS: 68' Zekhnini - Aitor 82' Van der Heyden - Smith 87' Maria - Bapoh TRAINER: Marino Pusic                                      |
| - Gele kaarten: Boere (1'), Ricardinho (51'), Nacho (65') - Assists: Hölscher - Zekhnini maakte zijn debuut voor FC Twente. |                                                                                              |                                           | | BASISOPSTELLING: Drommel - Ramos, Nacho, González, Ricardinho - Smith, Brama , Hölscher - Aitor, Boere, Bapoh RESERVEBANK: Brondeel, De Lange, Bijen, Schenk, Maria, Van der Heyden, Oosterwijk, Zekhnini WISSELS: 68' Zekhnini - Aitor 82' Van der Heyden - Smith 87' Maria - Bapoh TRAINER: Marino Pusic                                      |
| 4e speelronde | FC Twente                                                                                    | 1 - 2 (1 - 2)                             | TOP Oss | Selectie FC Twente: |
| za. 8 september 2018 Aanvangstijd: 18:30 uur Plaats: Enschede De Grolsch Veste Toeschouwers: 26.000 Scheidsrechter: Edwin van de Graaf | Aitor Cantalapiedra 29'                                                                      | 0 - 1 0 - 2 1 - 2                         | 15' Bryan Smeets 22' Hüseyin Doğan                                                                                    | BASISOPSTELLING: Brondeel - Ramos, Nacho, González, Ricardinho - Espinosa, Brama , Hölscher - Aitor, Boere, Bapoh RESERVEBANK: De Lange, Hengelman, Bijen, Schenk, Maria, Van der Heyden, Oosterwijk, Zekhnini WISSELS: 69' Zekhnini - Espinosa 74' Oosterwijk - Ramos 82' Maria - Bapoh TRAINER: Marino Pusic                                  |
| - Gele kaarten: Brama (77'), Hölscher (87') - Assists: Bapoh - Espinosa maakte zijn debuut voor FC Twente. |                                                                                              |                                           | | BASISOPSTELLING: Brondeel - Ramos, Nacho, González, Ricardinho - Espinosa, Brama , Hölscher - Aitor, Boere, Bapoh RESERVEBANK: De Lange, Hengelman, Bijen, Schenk, Maria, Van der Heyden, Oosterwijk, Zekhnini WISSELS: 69' Zekhnini - Espinosa 74' Oosterwijk - Ramos 82' Maria - Bapoh TRAINER: Marino Pusic                                  |
| 5e speelronde | FC Dordrecht                                                                                 | 0 - 2 (0 - 2)                             | FC Twente | Selectie FC Twente: |
| vrij. 14 september 2018 Aanvangstijd: 20:00 uur Plaats: Dordrecht Riwal Hoogwerkers Stadion Toeschouwers: 2.662 Scheidsrechter: Laurens Gerrets                                                                                                   |                                                                                              | 0 - 1 0 - 2                               | 19' Peet Bijen 33' Antonio Stankov (ed)                                                                               | BASISOPSTELLING: Drommel - Ramos, González, Bijen, Ricardinho - Smith, Brama , Hölscher - Aitor, Boere, Espinosa RESERVEBANK: Brondeel, De Lange, Van der Lely, Schenk, Maria, Van der Heyden, Bapoh, Zekhnini WISSELS: 77' Bapoh - Boere 82' Zekhnini - Smith TRAINER: Marino Pusic                                                            |
| - Gele kaarten: Brama (39'), Ramos (57'), Aitor (80') - Assists: Aitor |                                                                                              |                                           | | BASISOPSTELLING: Drommel - Ramos, González, Bijen, Ricardinho - Smith, Brama , Hölscher - Aitor, Boere, Espinosa RESERVEBANK: Brondeel, De Lange, Van der Lely, Schenk, Maria, Van der Heyden, Bapoh, Zekhnini WISSELS: 77' Bapoh - Boere 82' Zekhnini - Smith TRAINER: Marino Pusic                                                            |
| 6e speelronde | Telstar                                                                                      | 1 - 3 (1 - 1)                             | FC Twente | Selectie FC Twente: |
| vrij. 21 september 2018 Aanvangstijd: 20:00 uur Plaats: Velsen-Zuid Rabobank IJmond Stadion Toeschouwers: 3.263 Scheidsrechter: Serdar Gözübüyük                                                                                                  | Shaquill Sno 4'                                                                              | 1 - 0 1 - 1 1 - 2 1 - 3                   | 9' Tom Boere 77' Jari Oosterwijk 90' Rafik Zekhnini                                                                   | BASISOPSTELLING: Drommel - Ramos, González, Bijen, Ricardinho - Smith, Brama , Hölscher - Aitor, Boere, Espinosa RESERVEBANK: Brondeel, De Lange, Nacho, Schenk, Van der Heyden, Bapoh, Oosterwijk, Zekhnini WISSELS: 74' Oosterwijk - Boere 86' Zekhnini - Smith TRAINER: Marino Pusic                                                         |
| - Gele kaarten: – - Assists: Aitor, Hölscher, Espinosa |                                                                                              |                                           | | BASISOPSTELLING: Drommel - Ramos, González, Bijen, Ricardinho - Smith, Brama , Hölscher - Aitor, Boere, Espinosa RESERVEBANK: Brondeel, De Lange, Nacho, Schenk, Van der Heyden, Bapoh, Oosterwijk, Zekhnini WISSELS: 74' Oosterwijk - Boere 86' Zekhnini - Smith TRAINER: Marino Pusic                                                         |
| 7e speelronde | FC Twente                                                                                    | 2 - 1 (0 - 1)                             | Jong PSV | Selectie FC Twente: |
| zo. 30 september 2018 Aanvangstijd: 14:30 uur Plaats: Enschede De Grolsch Veste Toeschouwers: 25.300 Scheidsrechter: Allard Lindhout | Tom Boere (p.) 62' Aitor Cantalapiedra 87'                                                   | 0 - 1 1 - 1 2 - 1                         | 7' Dante Rigo | BASISOPSTELLING: Drommel - Ramos, González, Bijen, Ricardinho - Smith, Van der Heyden, Hölscher - Aitor, Boere, Espinosa RESERVEBANK: Brondeel, De Lange, Van der Lely, Schenk, Laukart, Bapoh, Oosterwijk, Zekhnini WISSELS: 46' Zekhnini - Van der Heyden 73' Oosterwijk - Boere 90' Van der Lely - Ramos TRAINER: Marino Pusic               |
| - Gele kaarten: Smith (85'), Hölscher (90'), Ricardinho (90') - Assists: Zekhnini |                                                                                              |                                           | | BASISOPSTELLING: Drommel - Ramos, González, Bijen, Ricardinho - Smith, Van der Heyden, Hölscher - Aitor, Boere, Espinosa RESERVEBANK: Brondeel, De Lange, Van der Lely, Schenk, Laukart, Bapoh, Oosterwijk, Zekhnini WISSELS: 46' Zekhnini - Van der Heyden 73' Oosterwijk - Boere 90' Van der Lely - Ramos TRAINER: Marino Pusic               |
| 8e speelronde | FC Eindhoven                                                                                 | 1 - 1 (0 - 0)                             | FC Twente | Selectie FC Twente: |
| vrij. 5 oktober 2018 Aanvangstijd: 20:00 uur Plaats: Eindhoven Jan Louwers Stadion Toeschouwers: 2.507 Scheidsrechter: Erwin Blank | Collin Seedorf 90'                                                                           | 0 - 1 1 - 1                               | 56' Aitor Cantalapiedra                                                                                               | BASISOPSTELLING: Drommel - Ramos, González, Bijen, Ricardinho - Smith, Espinosa, Hölscher - Aitor, Boere, Zekhnini RESERVEBANK: Brondeel, De Lange, Nacho, Maria, Schenk, Van der Heyden, Bapoh, Oosterwijk WISSELS: 54' Nacho - González 66' Oosterwijk - Boere 84' Bapoh - Zekhnini TRAINER: Marino Pusic                                     |
| - Gele kaarten: Hölscher (27'), Aitor (75'), Ricardinho (83') - Assists: – |                                                                                              |                                           | | BASISOPSTELLING: Drommel - Ramos, González, Bijen, Ricardinho - Smith, Espinosa, Hölscher - Aitor, Boere, Zekhnini RESERVEBANK: Brondeel, De Lange, Nacho, Maria, Schenk, Van der Heyden, Bapoh, Oosterwijk WISSELS: 54' Nacho - González 66' Oosterwijk - Boere 84' Bapoh - Zekhnini TRAINER: Marino Pusic                                     |
| 9e speelronde | FC Twente                                                                                    | 0 - 1 (0 - 0)                             | MVV | Selectie FC Twente: |
| zo. 14 oktober 2018 Aanvangstijd: 16:45 uur Plaats: Enschede De Grolsch Veste Toeschouwers: 25.100 Scheidsrechter: Rob Dieperink |                                                                                              | 0 - 1                                     | 60' Anthony van den Hurk                                                                                              | BASISOPSTELLING: Drommel - Ramos, González, Bijen, Ricardinho - Van der Heyden, Hölscher, Laukart - Aitor, Oosterwijk, Espinosa RESERVEBANK: Brondeel, De Lange, Nacho, Schenk, Wieffer, Bapoh, Boere, Zekhnini WISSELS: 71' Zekhnini - Laukart 66' Boere - Van der Heyden 84' Bapoh - Ramos TRAINER: Marino Pusic                              |
| - Gele kaarten: Ramos (30'), Aitor (30') - Assists: – |                                                                                              |                                           | | BASISOPSTELLING: Drommel - Ramos, González, Bijen, Ricardinho - Van der Heyden, Hölscher, Laukart - Aitor, Oosterwijk, Espinosa RESERVEBANK: Brondeel, De Lange, Nacho, Schenk, Wieffer, Bapoh, Boere, Zekhnini WISSELS: 71' Zekhnini - Laukart 66' Boere - Van der Heyden 84' Bapoh - Ramos TRAINER: Marino Pusic                              |
| 10e speelronde | Jong FC Utrecht                                                                              | 1 - 6 (0 - 3)                             | FC Twente | Selectie FC Twente: |
| ma. 22 oktober 2018 Aanvangstijd: 20:00 uur Plaats: Utrecht Stadion Galgenwaard Toeschouwers: 1.577 Scheidsrechter: Martin Pérez | Nick Venema 62'                                                                              | 0 - 1 0 - 2 0 - 3 0 - 4 1 - 4 1 - 5 1 - 6 | 11' Tom Boere (p.) 14' Javier Espinosa 41' Rafik Zekhnini 56' Javier Espinosa 69' Jari Oosterwijk 78' Jari Oosterwijk | BASISOPSTELLING: Drommel - Ramos, González, Bijen, Ricardinho - Smith, Espinosa, Hölscher - Aitor, Boere, Zekhnini RESERVEBANK: Brondeel, De Lange, Nacho, Schenk, Maria, Van der Heyden, Bapoh, Oosterwijk WISSELS: 61' Oosterwijk - Smith 68' Maria - Aitor 74' Van der Heyden - Espinosa TRAINER: Marino Pusic                               |
| - Gele kaarten: – - Assists: Zekhnini, Aitor, Boere, Hölscher - Sylian Mokono van Jong FC Utrecht kreeg in de 26e minuut zijn tweede gele kaart en daarmee rood.                                                                                  |                                                                                              |                                           | | BASISOPSTELLING: Drommel - Ramos, González, Bijen, Ricardinho - Smith, Espinosa, Hölscher - Aitor, Boere, Zekhnini RESERVEBANK: Brondeel, De Lange, Nacho, Schenk, Maria, Van der Heyden, Bapoh, Oosterwijk WISSELS: 61' Oosterwijk - Smith 68' Maria - Aitor 74' Van der Heyden - Espinosa TRAINER: Marino Pusic                               |
| 11e speelronde | FC Twente                                                                                    | 1 - 0 (1 - 0)                             | Almere City FC | Selectie FC Twente: |
| vrij. 26 oktober 2018 Aanvangstijd: 20:00 uur Plaats: Enschede De Grolsch Veste Toeschouwers: 25.400 Scheidsrechter: Ingmar Oostrom | Tom Boere 9'                                                                                 | 1 - 0                                     | | BASISOPSTELLING: Drommel - Ramos, González, Bijen, Ricardinho - Smith, Espinosa, Hölscher - Aitor, Boere, Zekhnini RESERVEBANK: Brondeel, De Lange, Nacho, Schenk, Maria, Van der Heyden, Bapoh, Oosterwijk WISSELS: 63' Van der Heyden - Smith 71' Bapoh - Zekhnini 90' Nacho - Espinosa TRAINER: Marino Pusic                                 |
| - Gele kaarten: – - Assists: Aitor |                                                                                              |                                           | | BASISOPSTELLING: Drommel - Ramos, González, Bijen, Ricardinho - Smith, Espinosa, Hölscher - Aitor, Boere, Zekhnini RESERVEBANK: Brondeel, De Lange, Nacho, Schenk, Maria, Van der Heyden, Bapoh, Oosterwijk WISSELS: 63' Van der Heyden - Smith 71' Bapoh - Zekhnini 90' Nacho - Espinosa TRAINER: Marino Pusic                                 |
| 12e speelronde | FC Twente                                                                                    | 3 - 1 (2 - 0)                             | RKC Waalwijk | Selectie FC Twente: |
| vrij. 2 november 2018 Aanvangstijd: 20:00 uur Plaats: Enschede De Grolsch Veste Toeschouwers: 23.800 Scheidsrechter: Christian Mulder | Peet Bijen 19' Aitor Cantalapiedra 38' Michaël Maria 81'                                     | 1 - 0 2 - 0 3 - 0 3 - 1                   | 93' Dylan Seys | BASISOPSTELLING: Drommel - Ramos, González, Bijen, Ricardinho - Smith, Espinosa, Hölscher - Aitor, Oosterwijk, Zekhnini RESERVEBANK: Brondeel, De Lange, Nacho, Schenk, Maria, Van der Heyden, Bapoh, Boere WISSELS: 71' Maria - Zekhnini 75' Boere - Oosterwijk 82' Van der Heyden - Espinosa TRAINER: Marino Pusic                            |
| - Gele kaarten: – - Assists: Oosterwijk, González, Espinosa |                                                                                              |                                           | | BASISOPSTELLING: Drommel - Ramos, González, Bijen, Ricardinho - Smith, Espinosa, Hölscher - Aitor, Oosterwijk, Zekhnini RESERVEBANK: Brondeel, De Lange, Nacho, Schenk, Maria, Van der Heyden, Bapoh, Boere WISSELS: 71' Maria - Zekhnini 75' Boere - Oosterwijk 82' Van der Heyden - Espinosa TRAINER: Marino Pusic                            |
| 13e speelronde | FC Den Bosch                                                                                 | 2 - 1 (2 - 1)                             | FC Twente | Selectie FC Twente: |
| vrij. 9 november 2018 Aanvangstijd: 20:00 uur Plaats: 's-Hertogenbosch Stadion De Vliert Toeschouwers: 5.086 Scheidsrechter: Pol van Boekel | Stefano Beltrame 19' Stefan Velkov 24'                                                       | 1 - 0 2 - 0 2 - 1                         | 32' Tom Boere | BASISOPSTELLING: Drommel - Ramos, González, Bijen, Ricardinho - Smith, Espinosa, Hölscher - Aitor, Boere, Zekhnini RESERVEBANK: Brondeel, De Lange, Nacho, Schenk, Maria, Van der Heyden, Oosterwijk WISSELS: 75' Oosterwijk - Zekhnini 82' Maria - Ricardinho TRAINER: Marino Pusic                                                            |
| - Gele kaarten: Ramos (23'), Espinosa (90') - Assists: – - Stefan Velkov van FC Den Bosch kreeg in de 77e minuut zijn tweede gele kaart en daarmee rood.                                                                                          |                                                                                              |                                           | | BASISOPSTELLING: Drommel - Ramos, González, Bijen, Ricardinho - Smith, Espinosa, Hölscher - Aitor, Boere, Zekhnini RESERVEBANK: Brondeel, De Lange, Nacho, Schenk, Maria, Van der Heyden, Oosterwijk WISSELS: 75' Oosterwijk - Zekhnini 82' Maria - Ricardinho TRAINER: Marino Pusic                                                            |
| 14e speelronde | FC Twente                                                                                    | 0 - 1 (0 - 1)                             | Go Ahead Eagles | Selectie FC Twente: |
| zo. 18 november 2018 Aanvangstijd: 14:30 uur Plaats: Enschede De Grolsch Veste Toeschouwers: 29.800 Scheidsrechter: Edwin van de Graaf |                                                                                              | 0 - 1                                     | 45' Jaroslav Navrátil                                                                                                 | BASISOPSTELLING: Drommel - Nacho, González, Bijen, Ricardinho - Smith, Brama , Hölscher - Aitor, Boere, Espinosa RESERVEBANK: Brondeel, De Lange, Van der Lely, Schenk, Wieffer, Van der Heyden, Oosterwijk, George WISSELS: 77' Oosterwijk - Ricardinho TRAINER: Marino Pusic                                                                  |
| - Gele kaarten: Hölscher (61'), Smith (90') - Assists: – - Julian Lelieveld van Go Ahead Eagles kreeg in de 84e minuut zijn tweede gele kaart en daarmee rood.                                                                                    |                                                                                              |                                           | | BASISOPSTELLING: Drommel - Nacho, González, Bijen, Ricardinho - Smith, Brama , Hölscher - Aitor, Boere, Espinosa RESERVEBANK: Brondeel, De Lange, Van der Lely, Schenk, Wieffer, Van der Heyden, Oosterwijk, George WISSELS: 77' Oosterwijk - Ricardinho TRAINER: Marino Pusic                                                                  |
| 15e speelronde | Jong AZ                                                                                      | 1 - 2 (0 - 1)                             | FC Twente | Selectie FC Twente: |
| ma. 26 november 2018 Aanvangstijd: 20:00 uur Plaats: Alkmaar AFAS Stadion Toeschouwers: 1.250 Scheidsrechter: Freek van Herk | Ferdy Druijf 86'                                                                             | 0 - 1 0 - 2 1 - 2                         | 41' Tom Boere 79' Matthew Smith                                                                                       | BASISOPSTELLING: Drommel - Nacho, González, Bijen, Maria - Smith, Brama , Hölscher - Aitor, Boere, Espinosa RESERVEBANK: Brondeel, De Lange, Schenk, Ricardinho, Van der Heyden, Oosterwijk, Zekhnini, George WISSELS: 75' Zekhnini - Hölscher TRAINER: Marino Pusic                                                                            |
| - Gele kaarten: Zekhnini (90') - Assists: Aitor, Boere |                                                                                              |                                           | | BASISOPSTELLING: Drommel - Nacho, González, Bijen, Maria - Smith, Brama , Hölscher - Aitor, Boere, Espinosa RESERVEBANK: Brondeel, De Lange, Schenk, Ricardinho, Van der Heyden, Oosterwijk, Zekhnini, George WISSELS: 75' Zekhnini - Hölscher TRAINER: Marino Pusic                                                                            |
| 16e speelronde | FC Twente                                                                                    | 2 - 5 (1 - 3)                             | Jong Ajax | Selectie FC Twente: |
| vrij. 30 november 2018 Aanvangstijd: 20:00 uur Plaats: Enschede De Grolsch Veste Toeschouwers: 25.300 Scheidsrechter: Clay Ruperti | Javier Espinosa 6' Peet Bijen 50'                                                            | 1 - 0 1 - 1 1 - 2 1 - 3 2 - 3 2 - 4 2 - 5 | 18' Sven Botman 39' Sergiño Dest 42' Jurgen Ekkelenkamp 54' Václav Černý (p.) 56' Jurgen Ekkelenkamp                  | BASISOPSTELLING: Drommel - Nacho, González, Bijen, Maria - Smith, Brama , Hölscher - Aitor, Boere, Espinosa RESERVEBANK: Brondeel, De Lange, Schenk, Ricardinho, Van der Heyden, Oosterwijk, Zekhnini, George WISSELS: 62' Zekhnini - Espinosa 68' Oosterwijk - Maria 77' George - Aitor TRAINER: Marino Pusic                                  |
| - Gele kaarten: Hölscher (46'), Drommel (57'), Aitor (60'), Smith (61'), Nacho (75'), George (90') - González kreeg in de 90e minuut een rode kaart na een tackle op Teun Bijleveld. Hij werd voor drie wedstrijden geschorst. - Assists: Boere   |                                                                                              |                                           | | BASISOPSTELLING: Drommel - Nacho, González, Bijen, Maria - Smith, Brama , Hölscher - Aitor, Boere, Espinosa RESERVEBANK: Brondeel, De Lange, Schenk, Ricardinho, Van der Heyden, Oosterwijk, Zekhnini, George WISSELS: 62' Zekhnini - Espinosa 68' Oosterwijk - Maria 77' George - Aitor TRAINER: Marino Pusic                                  |
| 17e speelronde | FC Volendam                                                                                  | 1 - 2 (0 - 1)                             | FC Twente | Selectie FC Twente: |
| vrij. 7 december 2018 Aanvangstijd: 20:00 uur Plaats: Volendam Kras Stadion Toeschouwers: 4.752 Scheidsrechter: Sander van der Eijk | Boy Deul 74'                                                                                 | 0 - 1 1 - 1 1 - 2                         | 44' Wout Brama 89' Peet Bijen                                                                                         | BASISOPSTELLING: Drommel - Nacho, Schenk, Bijen, Ricardinho - Smith, Brama , Espinosa, Zekhnini - Boere, Oosterwijk RESERVEBANK: Brondeel, De Lange, Ramos, Maria, Van der Heyden, George WISSELS: 75' Ramos - Schenk 83' George - Zekhnini TRAINER: Marino Pusic                                                                               |
| - Gele kaarten: Zekhnini (8'), Smith (65'), Brama (90') - Assists: Espinosa (2x) |                                                                                              |                                           | | BASISOPSTELLING: Drommel - Nacho, Schenk, Bijen, Ricardinho - Smith, Brama , Espinosa, Zekhnini - Boere, Oosterwijk RESERVEBANK: Brondeel, De Lange, Ramos, Maria, Van der Heyden, George WISSELS: 75' Ramos - Schenk 83' George - Zekhnini TRAINER: Marino Pusic                                                                               |
| 18e speelronde | SC Cambuur                                                                                   | 0 - 1 (0 - 0)                             | FC Twente | Selectie FC Twente: |
| vrij. 14 december 2018 Aanvangstijd: 20:00 uur Plaats: Leeuwarden Cambuurstadion Toeschouwers: 8.191 Scheidsrechter: Joey Kooij |                                                                                              | 0 - 1                                     | 61' Aitor Cantalapiedra                                                                                               | BASISOPSTELLING: Drommel - Nacho, Schenk, Bijen, Ricardinho - Espinosa, Brama , Smith - Aitor, Boere, Zekhnini RESERVEBANK: Brondeel, De Lange, Maria, Roemeratoe, Wieffer, Hölscher, Van der Heyden, Oosterwijk, George WISSELS: 46' Oosterwijk - Zekhnini 86' George - Boere 90' Hölscher - Espinosa TRAINER: Marino Pusic                    |
| - Gele kaarten: Schenk (88') - Assists: Espinosa |                                                                                              |                                           | | BASISOPSTELLING: Drommel - Nacho, Schenk, Bijen, Ricardinho - Espinosa, Brama , Smith - Aitor, Boere, Zekhnini RESERVEBANK: Brondeel, De Lange, Maria, Roemeratoe, Wieffer, Hölscher, Van der Heyden, Oosterwijk, George WISSELS: 46' Oosterwijk - Zekhnini 86' George - Boere 90' Hölscher - Espinosa TRAINER: Marino Pusic                    |
| 19e speelronde | FC Twente                                                                                    | 2 - 0 (1 - 0)                             | N.E.C. | Selectie FC Twente: |
| vrij. 21 december 2018 Aanvangstijd: 20:00 uur Plaats: Enschede De Grolsch Veste Toeschouwers: 24.600 Scheidsrechter: Martin Pérez | Rafik Zekhnini 30' Jari Oosterwijk 47'                                                       | 1 - 0 2 - 0                               | | BASISOPSTELLING: Drommel - Nacho, Schenk, Bijen, Ricardinho - Brama , Espinosa, Smith - Aitor, Oosterwijk, Zekhnini RESERVEBANK: Brondeel, De Lange, González, Maria, Roemeratoe, Van der Heyden, Boere, George WISSELS: 81' George - Zekhnini 89' Boere - Espinosa 90' Roemeratoe - Smith TRAINER: Marino Pusic                                |
| - Gele kaarten: Espinosa (65'), Schenk (74') - Assists: Espinosa, Zekhnini - Godfried Roemeratoe maakte zijn debuut voor FC Twente |                                                                                              |                                           | | BASISOPSTELLING: Drommel - Nacho, Schenk, Bijen, Ricardinho - Brama , Espinosa, Smith - Aitor, Oosterwijk, Zekhnini RESERVEBANK: Brondeel, De Lange, González, Maria, Roemeratoe, Van der Heyden, Boere, George WISSELS: 81' George - Zekhnini 89' Boere - Espinosa 90' Roemeratoe - Smith TRAINER: Marino Pusic                                |
| 20e speelronde | MVV Maastricht                                                                               | 0 - 2 (0 - 2)                             | FC Twente | Selectie FC Twente: |
| zo. 13 januari 2019 Aanvangstijd: 14:30 uur Plaats: Maastricht Geusselt Toeschouwers: 5.009 Scheidsrechter: Kevin Blom |                                                                                              | 0 - 1 0 - 2                               | 40' Rafik Zekhnini 45' Wout Brama                                                                                     | BASISOPSTELLING: Drommel - Nacho, González, Bijen, Ricardinho - Brama , Espinosa, Smith - Aitor, Oosterwijk, Zekhnini RESERVEBANK: Brondeel, De Lange, Schenk, Roemeratoe, Wieffer, Van der Heyden, Hölscher, Boere, George WISSELS: 68' Hölscher - Brama 72' Van der Heyden - Espinosa TRAINER: Marino Pusic                                   |
| - Gele kaarten: Bijen (11'), González (68'), Hölscher (71') - Assists: Zekhnini |                                                                                              |                                           | | BASISOPSTELLING: Drommel - Nacho, González, Bijen, Ricardinho - Brama , Espinosa, Smith - Aitor, Oosterwijk, Zekhnini RESERVEBANK: Brondeel, De Lange, Schenk, Roemeratoe, Wieffer, Van der Heyden, Hölscher, Boere, George WISSELS: 68' Hölscher - Brama 72' Van der Heyden - Espinosa TRAINER: Marino Pusic                                   |
| 21e speelronde | FC Twente                                                                                    | 1 - 0 (1 - 0)                             | Jong FC Utrecht | Selectie FC Twente: |
| vrij. 18 januari 2019 Aanvangstijd: 20:00 uur Plaats: Enschede De Grolsch Veste Toeschouwers: 24.100 Scheidsrechter: Martin Pérez | Matthew Smith 13'                                                                            | 1 - 0                                     | | BASISOPSTELLING: Drommel - Nacho, González, Bijen, Ricardinho - Brama , Espinosa, Smith - Aitor, Oosterwijk, Zekhnini RESERVEBANK: Brondeel, De Lange, Schenk, Roemeratoe, Van der Heyden, Hölscher, Assaidi, Boere, George WISSELS: 28' George - Zekhnini 76' Assaidi - Espinosa TRAINER: Marino Pusic                                         |
| - Gele kaarten: Nacho (90') - Assists: Aitor |                                                                                              |                                           | | BASISOPSTELLING: Drommel - Nacho, González, Bijen, Ricardinho - Brama , Espinosa, Smith - Aitor, Oosterwijk, Zekhnini RESERVEBANK: Brondeel, De Lange, Schenk, Roemeratoe, Van der Heyden, Hölscher, Assaidi, Boere, George WISSELS: 28' George - Zekhnini 76' Assaidi - Espinosa TRAINER: Marino Pusic                                         |
| 22e speelronde | Almere City FC                                                                               | 1 - 3 (0 - 2)                             | FC Twente | Selectie FC Twente: |
| za. 26 januari 2019 Aanvangstijd: 19:45 uur Plaats: Almere Yanmar Stadion Toeschouwers: 2.854 Scheidsrechter: Erwin Blank | Stijn Meijer 50'                                                                             | 0 - 1 0 - 2 1 - 2 1 - 3                   | 8' Aitor Cantalapiedra 36' Tom Boere 72' Nacho Monsalve                                                               | BASISOPSTELLING: Drommel - Nacho, González, Bijen, Ricardinho - Aitor, Brama , Smith, Espinosa - Oosterwijk, Boere RESERVEBANK: Brondeel, De Lange, Ramos, Schenk, Laukart, Van der Heyden, Assaidi, Bapoh WISSELS: 70' Bapoh - Aitor 77' Assaidi - Boere 90' Schenk - Ricardinho TRAINER: Marino Pusic                                         |
| - Gele kaarten: Brama (41') - Assists: Ricardinho, Aitor, Boere - FC Twente kwam voor de eerste keer in deze competitie op de eerste plaats van de ranglijst, op 1 punt gevolgd door FC Den Bosch.                                                |                                                                                              |                                           | | BASISOPSTELLING: Drommel - Nacho, González, Bijen, Ricardinho - Aitor, Brama , Smith, Espinosa - Oosterwijk, Boere RESERVEBANK: Brondeel, De Lange, Ramos, Schenk, Laukart, Van der Heyden, Assaidi, Bapoh WISSELS: 70' Bapoh - Aitor 77' Assaidi - Boere 90' Schenk - Ricardinho TRAINER: Marino Pusic                                         |
| 23e speelronde | FC Twente                                                                                    | 4 - 1 (2 - 0)                             | Helmond Sport | Selectie FC Twente: |
| vrij. 1 februari 2019 Aanvangstijd: 20:00 uur Plaats: Enschede De Grolsch Veste Toeschouwers: 24.200 Scheidsrechter: Christiaan Bax | Tom Boere (p.) 11' Nacho Monsalve 34' Aitor Cantalapiedra 49' Nacho Monsalve 60'             | 1 - 0 2 - 0 3 - 0 4 - 0 4 - 1             | 70' Diego Snepvangers                                                                                                 | BASISOPSTELLING: Drommel - Ramos, González, Bijen, Nacho - Aitor, Brama , Smith, Espinosa - Oosterwijk, Boere RESERVEBANK: Brondeel, De Lange, Schenk, Laukart, Van der Heyden, Assaidi, Bapoh, Hamdaoui WISSELS: 55' Laukart - Ramos 66' Assaidi - Boere 77' Hamdaoui - Espinosa TRAINER: Marino Pusic                                         |
| - Gele kaarten: – - Assists: González - Assaidi miste in de 85e minuut een strafschop. - Mohamed Hamdaoui maakte zijn debuut voor FC Twente. |                                                                                              |                                           | | BASISOPSTELLING: Drommel - Ramos, González, Bijen, Nacho - Aitor, Brama , Smith, Espinosa - Oosterwijk, Boere RESERVEBANK: Brondeel, De Lange, Schenk, Laukart, Van der Heyden, Assaidi, Bapoh, Hamdaoui WISSELS: 55' Laukart - Ramos 66' Assaidi - Boere 77' Hamdaoui - Espinosa TRAINER: Marino Pusic                                         |
| 24e speelronde | Sparta Rotterdam                                                                             | 0 - 3 (0 - 2)                             | FC Twente | Selectie FC Twente: |
| vr. 8 februari 2019 Aanvangstijd: 20:00 uur Plaats: Rotterdam Spartastadion Het Kasteel Toeschouwers: 10.544 Scheidsrechter: Serdar Gözübüyük |                                                                                              | 0 - 1 0 - 2 0 - 3                         | 22' Tom Boere (p.) 43' Peet Bijen 51' Bart Vriends (e.d.)                                                             | BASISOPSTELLING: Drommel - Nacho, González, Bijen , Ricardinho - Aitor, Van der Heyden, Smith, Hamdaoui - Oosterwijk, Boere RESERVEBANK: Brondeel, De Lange, Ramos, Schenk, Laukart, Roemeratoe, Wieffer, Assaidi, Friday WISSELS: 61' Friday - Boere 68' Laukart - Hamdaoui 78' Assaidi - Oosterwijk TRAINER: Marino Pusic                     |
| - Gele kaarten: Cristian González (48'), Ricardinho (90') - Assists: Aitor - Fred Friday maakte zijn debuut voor FC Twente. |                                                                                              |                                           | | BASISOPSTELLING: Drommel - Nacho, González, Bijen , Ricardinho - Aitor, Van der Heyden, Smith, Hamdaoui - Oosterwijk, Boere RESERVEBANK: Brondeel, De Lange, Ramos, Schenk, Laukart, Roemeratoe, Wieffer, Assaidi, Friday WISSELS: 61' Friday - Boere 68' Laukart - Hamdaoui 78' Assaidi - Oosterwijk TRAINER: Marino Pusic                     |
| 25e speelronde | Jong PSV                                                                                     | 0 - 2 (0 - 1)                             | FC Twente | Selectie FC Twente: |
| ma. 18 februari 2019 Aanvangstijd: 20:00 uur Plaats: Eindhoven Jan Louwers Stadion Toeschouwers: 1.057 Scheidsrechter: Sander van der Eijk |                                                                                              | 0 - 1 0 - 2                               | 15' Aitor Cantalapiedra 78' Tom Boere (p.)                                                                            | BASISOPSTELLING: Drommel - Ramos, González, Bijen, Nacho - Aitor, Brama , Smith, Hamdaoui - Friday, Boere RESERVEBANK: Brondeel, De Lange, Maria, Schenk, Van der Heyden, Roemeratoe, Bapoh, Assaidi WISSELS: 42' Schenk - Nacho 54' Maria - Hamdaoui 85' Van der Heyden - Smith TRAINER: Marino Pusic                                          |
| - Gele kaarten: Nacho (23'), Schenk (43'), Boere (45') - Assists: Smith |                                                                                              |                                           | | BASISOPSTELLING: Drommel - Ramos, González, Bijen, Nacho - Aitor, Brama , Smith, Hamdaoui - Friday, Boere RESERVEBANK: Brondeel, De Lange, Maria, Schenk, Van der Heyden, Roemeratoe, Bapoh, Assaidi WISSELS: 42' Schenk - Nacho 54' Maria - Hamdaoui 85' Van der Heyden - Smith TRAINER: Marino Pusic                                          |
| 26e speelronde | FC Twente                                                                                    | 1 - 0 (0 - 0)                             | FC Eindhoven | Selectie FC Twente: |
| vrij. 22 februari 2019 Aanvangstijd: 20:00 uur Plaats: Enschede De Grolsch Veste Toeschouwers: 25.700 Scheidsrechter: Freek van Herk | Aitor Cantalapiedra (p.) 90'                                                                 | 1 - 0                                     | | BASISOPSTELLING: Drommel - Ramos, González, Bijen, Ricardinho - Aitor, Brama , Smith, Hamdaoui - Friday, Boere RESERVEBANK: Brondeel, De Lange, Maria, Schenk, Van der Heyden, Espinosa, Bapoh, Assaidi WISSELS: 69' Assaidi - Boere 70' Espinosa - Hamdaoui TRAINER: Marino Pusic                                                              |
| - Gele kaarten: Brama (83'), Ricardinho (83'), Aitor (90') - Assists: – |                                                                                              |                                           | | BASISOPSTELLING: Drommel - Ramos, González, Bijen, Ricardinho - Aitor, Brama , Smith, Hamdaoui - Friday, Boere RESERVEBANK: Brondeel, De Lange, Maria, Schenk, Van der Heyden, Espinosa, Bapoh, Assaidi WISSELS: 69' Assaidi - Boere 70' Espinosa - Hamdaoui TRAINER: Marino Pusic                                                              |
| 27e speelronde | Roda JC Kerkrade                                                                             | 1 - 1 (1 - 0)                             | FC Twente | Selectie FC Twente: |
| vrij. 1 maart 2019 Aanvangstijd: 20:00 uur Plaats: Kerkrade Parkstad Limburg Stadion Toeschouwers: 7.162 Scheidsrechter: Jeroen Manschot | Mario Engels 28'                                                                             | 1 - 0 1 - 1                               | 66' Aitor Cantalapiedra                                                                                               | BASISOPSTELLING: Drommel - Schenk, González, Bijen , Ricardinho - Aitor, Van der Heyden, Smith, Espinosa - Friday, Boere RESERVEBANK: Brondeel, De Lange, Maria, Laukart, Hamdaoui, Bapoh, Assaidi, Oosterwijk WISSELS: 65' Hamdaoui - Espinosa 73' Oosterwijk - Friday 86' Assaidi - Boere TRAINER: Marino Pusic                               |
| - Gele kaarten: Van der Heyden (61', 88'), Drommel (83') - Van der Heyden kreeg in de 88e minuut zijn tweede gele kaart en daarmee rood. - Assists: Hamdaoui                                                                                      |                                                                                              |                                           | | BASISOPSTELLING: Drommel - Schenk, González, Bijen , Ricardinho - Aitor, Van der Heyden, Smith, Espinosa - Friday, Boere RESERVEBANK: Brondeel, De Lange, Maria, Laukart, Hamdaoui, Bapoh, Assaidi, Oosterwijk WISSELS: 65' Hamdaoui - Espinosa 73' Oosterwijk - Friday 86' Assaidi - Boere TRAINER: Marino Pusic                               |
| 28e speelronde | TOP Oss                                                                                      | 0 - 2 (0 - 1)                             | FC Twente | Selectie FC Twente: |
| vrij. 8 maart 2019 Aanvangstijd: 20:00 uur Plaats: Oss Frans Heesen Stadion Toeschouwers: 3.311 Scheidsrechter: Allard Lindhout |                                                                                              | 0 - 1 0 - 2                               | 4' Hennos Asmelash (ed) 86' Xandro Schenk                                                                             | BASISOPSTELLING: Drommel - Bijen, González, Schenk, Ricardinho - Aitor, Brama , Smith, Espinosa - Friday, Oosterwijk RESERVEBANK: Brondeel, De Lange, Van der Lely, Maria, Wieffer, Hamdaoui, Bapoh, Boere WISSELS: 70' Boere - Oosterwijk 79' Hamdaoui - Espinosa 86' Wieffer - Friday TRAINER: Marino Pusic                                   |
| - Gele kaarten: – - Assists: Bijen, Aitor - De wedstrijd werd in de 87e minuut enige tijd gestaakt wegens onrust onder de supporters van TOP Oss.                                                                                                 |                                                                                              |                                           | | BASISOPSTELLING: Drommel - Bijen, González, Schenk, Ricardinho - Aitor, Brama , Smith, Espinosa - Friday, Oosterwijk RESERVEBANK: Brondeel, De Lange, Van der Lely, Maria, Wieffer, Hamdaoui, Bapoh, Boere WISSELS: 70' Boere - Oosterwijk 79' Hamdaoui - Espinosa 86' Wieffer - Friday TRAINER: Marino Pusic                                   |
| 29e speelronde | FC Twente                                                                                    | 5 - 0 (4 - 0)                             | FC Volendam | Selectie FC Twente: |
| vrij. 15 maart 2019 Aanvangstijd: 20:00 uur Plaats: Enschede De Grolsch Veste Toeschouwers: 26.400 Scheidsrechter: Martin van den Kerkhof | Javier Espinosa 8' Ricardinho 14' Peet Bijen 33' Aitor Cantalapiedra 35' Jari Oosterwijk 75' | 1 - 0 2 - 0 3 - 0 4 - 0 5 - 0             | | BASISOPSTELLING: Drommel - Nacho, González, Bijen, Ricardinho - Aitor, Brama , Smith, Espinosa - Boere, Oosterwijk RESERVEBANK: Brondeel, De Lange, Schenk, Maria, Van der Heyden, Assaidi, Zekhnini, Friday WISSELS: 29' Friday - Boere 60' Van der Heyden - Brama 72' Zekhnini - Aitor TRAINER: Marino Pusic                                  |
| - Gele kaarten: – - Assists: Boere, Oosterwijk, Friday |                                                                                              |                                           | | BASISOPSTELLING: Drommel - Nacho, González, Bijen, Ricardinho - Aitor, Brama , Smith, Espinosa - Boere, Oosterwijk RESERVEBANK: Brondeel, De Lange, Schenk, Maria, Van der Heyden, Assaidi, Zekhnini, Friday WISSELS: 29' Friday - Boere 60' Van der Heyden - Brama 72' Zekhnini - Aitor TRAINER: Marino Pusic                                  |
| 30e speelronde | Go Ahead Eagles                                                                              | 1 - 2 (0 - 1)                             | FC Twente | Selectie FC Twente: |
| zo. 24 maart 2019 Aanvangstijd: 14:30 uur Plaats: Deventer De Adelaarshorst Toeschouwers: 9.851 Scheidsrechter: Joey Kooij | Thomas Verheydt 71'                                                                          | 0 - 1 1 - 1 1 - 2                         | 16' Jari Oosterwijk 81' Aitor Cantalapiedra                                                                           | BASISOPSTELLING: Drommel - Nacho, González, Bijen, Ricardinho - Aitor, Brama , Van der Heyden, Espinosa - Friday, Oosterwijk RESERVEBANK: Brondeel, Hengelman, Van der Lely, Schenk, Wieffer, Assaidi, Hamdaoui, Zekhnini WISSELS: 61' Zekhnini - Friday 86' Schenk - Van der Heyden TRAINER: Marino Pusic                                      |
| - Gele kaarten: Van der Heyden (44'), Brama (68') - Assists: Aitor, Drommel |                                                                                              |                                           | | BASISOPSTELLING: Drommel - Nacho, González, Bijen, Ricardinho - Aitor, Brama , Van der Heyden, Espinosa - Friday, Oosterwijk RESERVEBANK: Brondeel, Hengelman, Van der Lely, Schenk, Wieffer, Assaidi, Hamdaoui, Zekhnini WISSELS: 61' Zekhnini - Friday 86' Schenk - Van der Heyden TRAINER: Marino Pusic                                      |
| 31e speelronde | FC Twente                                                                                    | 1 - 0 (0 - 0)                             | FC Den Bosch | Selectie FC Twente: |
| vrij. 29 maart 2019 Aanvangstijd: 20:00 uur Plaats: Enschede De Grolsch Veste Toeschouwers: 28.800 Scheidsrechter: Rob Dieperink | Jari Oosterwijk 54'                                                                          | 1 - 0                                     | | BASISOPSTELLING: Drommel - Nacho, González, Bijen, Ricardinho - Aitor, Brama , Smith, Espinosa - Assaidi, Oosterwijk RESERVEBANK: Brondeel, De Lange, Van der Lely, Schenk, Roemeratoe, Van der Heyden, Friday, Hamdaoui, Zekhnini WISSELS: 58' Van der Heyden - Brama 58' Zekhini - Assaidi 78' Friday - Zekhini TRAINER: Marino Pusic         |
| - Gele kaarten: – - Assists: – |                                                                                              |                                           | | BASISOPSTELLING: Drommel - Nacho, González, Bijen, Ricardinho - Aitor, Brama , Smith, Espinosa - Assaidi, Oosterwijk RESERVEBANK: Brondeel, De Lange, Van der Lely, Schenk, Roemeratoe, Van der Heyden, Friday, Hamdaoui, Zekhnini WISSELS: 58' Van der Heyden - Brama 58' Zekhini - Assaidi 78' Friday - Zekhini TRAINER: Marino Pusic         |
| 32e speelronde | RKC Waalwijk                                                                                 | 4 - 1 (2 - 0)                             | FC Twente | Selectie FC Twente: |
| ma. 1 april 2019 Aanvangstijd: 20:00 uur Plaats: Waalwijk Mandemakers Stadion Toeschouwers: 4.200 Scheidsrechter: Christiaan Bax | Mario Bilate 14' Dylan Seys 43' Ricardinho (ed) 86' Darren Maatsen 90'                       | 1 - 0 2 - 0 2 - 1 3 - 1 4 - 1             | 64' Aitor Cantalapiedra                                                                                               | BASISOPSTELLING: Drommel - Van der Lely, González, Bijen , Ricardinho - Aitor, Smith, Van der Heyden, Espinosa - Friday, Oosterwijk RESERVEBANK: Brondeel, De Lange, Schenk, Roemeratoe, Vučkić, Assaidi, Hamdaoui, Zekhnini WISSELS: 64' Vučkić - Van der Heyden 72' Zekhini - Espinosa 82' Assaidi - Van der Lely TRAINER: Marino Pusic       |
| - Gele kaarten: Oosterwijk (75') - Assists: Oosterwijk |                                                                                              |                                           | | BASISOPSTELLING: Drommel - Van der Lely, González, Bijen , Ricardinho - Aitor, Smith, Van der Heyden, Espinosa - Friday, Oosterwijk RESERVEBANK: Brondeel, De Lange, Schenk, Roemeratoe, Vučkić, Assaidi, Hamdaoui, Zekhnini WISSELS: 64' Vučkić - Van der Heyden 72' Zekhini - Espinosa 82' Assaidi - Van der Lely TRAINER: Marino Pusic       |
| 33e speelronde | FC Twente                                                                                    | 0 - 1 (0 - 1)                             | FC Dordrecht | Selectie FC Twente: |
| vrij. 5 april 2019 Aanvangstijd: 20:00 uur Plaats: Enschede De Grolsch Veste Toeschouwers: 27.000 Scheidsrechter: Edwin van de Graaf |                                                                                              | 0 - 1                                     | 42' Daniël Breedijk                                                                                                   | BASISOPSTELLING: Drommel - Nacho, González, Bijen , Ricardinho - Aitor, Smith, Van der Heyden, Espinosa - Friday, Oosterwijk RESERVEBANK: Brondeel, De Lange, Van der Lely, Schenk, Roemeratoe, Brama, Vučkić, Assaidi, Hamdaoui, Zekhnini WISSELS: 46' Zekhnini - Van der Heyden 71' Assaidi - Friday 78' Vučkić - Smith TRAINER: Marino Pusic |
| - Gele kaarten: Smith (69'), Espinosa (79') - Assists: – |                                                                                              |                                           | | BASISOPSTELLING: Drommel - Nacho, González, Bijen , Ricardinho - Aitor, Smith, Van der Heyden, Espinosa - Friday, Oosterwijk RESERVEBANK: Brondeel, De Lange, Van der Lely, Schenk, Roemeratoe, Brama, Vučkić, Assaidi, Hamdaoui, Zekhnini WISSELS: 46' Zekhnini - Van der Heyden 71' Assaidi - Friday 78' Vučkić - Smith TRAINER: Marino Pusic |
| 34e speelronde | FC Twente                                                                                    | 1 - 0 (1 - 0)                             | Telstar | Selectie FC Twente: |
| vrij. 12 april 2019 Aanvangstijd: 20:00 uur Plaats: Enschede De Grolsch Veste Toeschouwers: 27.700 Scheidsrechter: Richard Martens | Rafik Zekhnini 15'                                                                           | 1 - 0                                     | | BASISOPSTELLING: Drommel - Nacho, González, Bijen, Ricardinho - Vučkić, Brama , Espinosa - Aitor, Oosterwijk, Zekhnini RESERVEBANK: Brondeel, De Lange, Van der Lely, Schenk, Roemeratoe, Van der Heyden, Assaidi, Hamdaoui, Friday WISSELS: 70' Van der Heyden - Vučkić 76' Hamdaoui - Zekhnini 90' Friday - Oosterwijk TRAINER: Marino Pusic  |
| - Gele kaarten: Drommel (18'), Espinosa (19'), González (80'), Nacho (90') - Assists: Espinosa |                                                                                              |                                           | | BASISOPSTELLING: Drommel - Nacho, González, Bijen, Ricardinho - Vučkić, Brama , Espinosa - Aitor, Oosterwijk, Zekhnini RESERVEBANK: Brondeel, De Lange, Van der Lely, Schenk, Roemeratoe, Van der Heyden, Assaidi, Hamdaoui, Friday WISSELS: 70' Van der Heyden - Vučkić 76' Hamdaoui - Zekhnini 90' Friday - Oosterwijk TRAINER: Marino Pusic  |
| 35e speelronde | Jong Ajax                                                                                    | uitgesteld                                | FC Twente | verplaatst naar maandag 29 april |
| 36e speelronde | FC Twente                                                                                    | 0 - 0                                     | Jong AZ | Selectie FC Twente: |
| ma. 22 april 2019 Aanvangstijd: 14:30 uur Plaats: Enschede De Grolsch Veste Toeschouwers: 30.000 Scheidsrechter: Clay Ruperti |                                                                                              |                                           | | BASISOPSTELLING: Drommel - Smith, González, Bijen, Ricardinho - Vučkić, Brama , Espinosa - Aitor, Oosterwijk, Zekhnini RESERVEBANK: Brondeel, De Lange, Ramos, Schenk, Van der Heyden, Assaidi, Hamdaoui, Boere WISSELS: 72' Boere - Vučkić 78' Hamdaoui - Zekhnini 88' Schenk - González TRAINER: Marino Pusic                                 |
| - Gele kaarten: Vučkić (45') - Assists: – - Concurrent Sparta verloor van Jong PSV, waardoor het gelijkspel tegen Jong AZ genoeg was voor het kampioenschap. - Het bezoekersaantal van 30.000 was een record voor FC Twente in de Eerste divisie. |                                                                                              |                                           | | BASISOPSTELLING: Drommel - Smith, González, Bijen, Ricardinho - Vučkić, Brama , Espinosa - Aitor, Oosterwijk, Zekhnini RESERVEBANK: Brondeel, De Lange, Ramos, Schenk, Van der Heyden, Assaidi, Hamdaoui, Boere WISSELS: 72' Boere - Vučkić 78' Hamdaoui - Zekhnini 88' Schenk - González TRAINER: Marino Pusic                                 |
| 37e speelronde | N.E.C.                                                                                       | 4 - 0 (3 - 0)                             | FC Twente | Selectie FC Twente: |
| vrij. 26 april 2019 Aanvangstijd: 20:00 uur Plaats: Nijmegen Goffertstadion Toeschouwers: 8.743 Scheidsrechter: Pol van Boekel | Mike Trésor Ndayishimiye 33' Ferdy Druijf 39' Jonathan Okita 41' Ferdy Druijf (p.) 79'       | 1 - 0 2 - 0 3 - 0 4 - 0                   | | BASISOPSTELLING: Drommel - Nacho, González, Bijen , Ricardinho - Roemeratoe, Espinosa, Smith - Aitor, Oosterwijk, Assaidi RESERVEBANK: Brondeel, De Lange, Ramos, Schenk, Van der Heyden, Vučkić, Hamdaoui, Boere WISSELS: 46' Boere - Oosterwijk 54' Hamdaoui - Aitor 72' Vučkić - Smith TRAINER: Marino Pusic                                 |
| - Gele kaarten: – - Assists: – |                                                                                              |                                           | | BASISOPSTELLING: Drommel - Nacho, González, Bijen , Ricardinho - Roemeratoe, Espinosa, Smith - Aitor, Oosterwijk, Assaidi RESERVEBANK: Brondeel, De Lange, Ramos, Schenk, Van der Heyden, Vučkić, Hamdaoui, Boere WISSELS: 46' Boere - Oosterwijk 54' Hamdaoui - Aitor 72' Vučkić - Smith TRAINER: Marino Pusic                                 |
| inhaalwedstrijd | Jong Ajax                                                                                    | 2 - 5 (2 - 2)                             | FC Twente | Selectie FC Twente: |
| ma. 29 april 2019 Aanvangstijd: 20:00 uur Plaats: Amsterdam Sportpark De Toekomst Toeschouwers: 805 Scheidsrechter: Joey Kooij | Danilo (p.) 14' Lassina Traoré 45'                                                           | 0 - 1 1 - 1 1 - 2 2 - 2 2 - 3 2 - 4 2 - 5 | 3' Jelle van der Heyden 27' Tom Boere 62' Tom Boere 70' Haris Vučkić 90' Ulrich Bapoh                                 | BASISOPSTELLING: Brondeel - Ramos, Schenk, Bijen , Ricardinho - Van der Heyden, Vučkić, Smith - Hamdaoui, Boere, Zekhnini RESERVEBANK: Drommel, De Lange, Van der Lely, González, Roemeratoe, Espinosa, Bapoh, Assaidi WISSELS: 61' Bapoh - Zekhnini 65' Espinosa - Smith 69' Van der Lely - Ricardinho TRAINER: Marino Pusic                   |
| - Gele kaarten: Ricardinho (12'), Van der Heyden (83') - Assists: Hamdaoui (4x), Espinosa |                                                                                              |                                           | | BASISOPSTELLING: Brondeel - Ramos, Schenk, Bijen , Ricardinho - Van der Heyden, Vučkić, Smith - Hamdaoui, Boere, Zekhnini RESERVEBANK: Drommel, De Lange, Van der Lely, González, Roemeratoe, Espinosa, Bapoh, Assaidi WISSELS: 61' Bapoh - Zekhnini 65' Espinosa - Smith 69' Van der Lely - Ricardinho TRAINER: Marino Pusic                   |
| 38e speelronde | FC Twente                                                                                    | 2 - 2 (2 - 0)                             | SC Cambuur | Selectie FC Twente: |
| vrij. 3 mei 2019 Aanvangstijd: 20:00 uur Plaats: Enschede De Grolsch Veste Toeschouwers: 27.300 Scheidsrechter: Sander van der Eijk | Tom Boere 16' Mohamed Hamdaoui 37'                                                           | 1 - 0 2 - 0 2 - 1 2 - 2                   | 88' Robbert Schilder 90' Nigel Robertha                                                                               | BASISOPSTELLING: Drommel - Ramos, Van der Heyden, Bijen , Ricardinho - Vučkić, Smith, Espinosa - Hamdaoui, Boere, Assaidi RESERVEBANK: Brondeel, De Lange, Van der Lely, González, Roemeratoe, Laukart, Bapoh, Oosterwijk, Zekhnini WISSELS: 69' Roemeratoe - Vučkić 73' Oosterwijk - Smith 73' Zekhnini - Boere TRAINER: Marino Pusic          |
| - Gele kaarten: – - Assists: Hamdaoui |                                                                                              |                                           | | BASISOPSTELLING: Drommel - Ramos, Van der Heyden, Bijen , Ricardinho - Vučkić, Smith, Espinosa - Hamdaoui, Boere, Assaidi RESERVEBANK: Brondeel, De Lange, Van der Lely, González, Roemeratoe, Laukart, Bapoh, Oosterwijk, Zekhnini WISSELS: 69' Roemeratoe - Vučkić 73' Oosterwijk - Smith 73' Zekhnini - Boere TRAINER: Marino Pusic          |
| |                                                                                              |                                           | | |

### KNVB beker
| |                                                                                    |                                     |                                                                            | |
| 1e ronde | FC Groningen                                                                       | 0 - 2 (0 - 1)                       | FC Twente                                                                  | Selectie FC Twente: |
| do. 27 september 2018 Aanvangstijd: 18:30 uur Plaats: Groningen Hitachi Capital Mobility Stadion Toeschouwers: 18.192 Scheidsrechter: Danny Makkelie |                                                                                    | 0 - 1 0 - 2                         | 45' Javier Espinosa 68' Peet Bijen                                         | BASISOPSTELLING: Drommel - Nacho, González, Bijen, Ricardinho - Smith, Brama , Hölscher - Aitor, Oosterwijk, Espinosa RESERVEBANK: Brondeel, De Lange, Ramos, Schenk, Van der Heyden, Boere, Bapoh, Zekhnini WISSELS: 69' Zekhnini - Smith 75' Bapoh - Aitor 80' Ramos - Nacho TRAINER: Marino Pusic                 |
| - Gele kaarten: – - Assists: Smith, Aitor |                                                                                    |                                     |                                                                            | BASISOPSTELLING: Drommel - Nacho, González, Bijen, Ricardinho - Smith, Brama , Hölscher - Aitor, Oosterwijk, Espinosa RESERVEBANK: Brondeel, De Lange, Ramos, Schenk, Van der Heyden, Boere, Bapoh, Zekhnini WISSELS: 69' Zekhnini - Smith 75' Bapoh - Aitor 80' Ramos - Nacho TRAINER: Marino Pusic                 |
| 2e ronde | FC Twente                                                                          | 4 - 2 (3 - 1)                       | vv Noordwijk                                                               | Selectie FC Twente: |
| di. 30 oktober 2018 Aanvangstijd: 19:45 uur Plaats: Enschede De Grolsch Veste Toeschouwers: 14.800 Scheidsrechter: Christiaan Bax                    | Javier Espinosa 28' Aitor Cantalapiedra 29' Javier Espinosa 38' Rafik Zekhnini 90' | 1 - 0 2 - 0 2 - 1 3 - 1 3 - 2 4 - 2 | 31' Emiel Wendt 86' Emiel Wendt                                            | BASISOPSTELLING: Drommel - Nacho, Schenk, Bijen , Maria - Van der Heyden, Espinosa, Hölscher - Aitor, Boere, Bapoh RESERVEBANK: Brondeel, De Lange, Ramos, González, Van der Lely, Roemeratoe, Wieffer, Trotman, Zekhnini WISSELS: 66' Zekhnini - Boere 70' Ramos - Nacho 77' Wieffer - Aitor TRAINER: Marino Pusic  |
| - Gele kaarten: Bijen (21') - Assists: Hölscher, Boere, Aitor                                                                                        |                                                                                    |                                     |                                                                            | BASISOPSTELLING: Drommel - Nacho, Schenk, Bijen , Maria - Van der Heyden, Espinosa, Hölscher - Aitor, Boere, Bapoh RESERVEBANK: Brondeel, De Lange, Ramos, González, Van der Lely, Roemeratoe, Wieffer, Trotman, Zekhnini WISSELS: 66' Zekhnini - Boere 70' Ramos - Nacho 77' Wieffer - Aitor TRAINER: Marino Pusic  |
| Achtste finale | FC Twente                                                                          | 2 - 0 (1 - 0)                       | RKC Waalwijk                                                               | Selectie FC Twente: |
| di. 18 december 2018 Aanvangstijd: 19:45 uur Plaats: Enschede De Grolsch Veste Toeschouwers: 14.969 Scheidsrechter: Richard Martens                  | Xandro Schenk 26' Jari Oosterwijk 90'                                              | 1 - 0 2 - 0                         |                                                                            | BASISOPSTELLING: Drommel - Nacho, Schenk, Bijen, Ricardinho - Aitor, Brama , Smith, Espinosa - Boere, Oosterwijk RESERVEBANK: Brondeel, De Lange, Maria, Roemeratoe, Van der Heyden, Hölscher, George, Zekhnini WISSELS: 46' Hölscher - Smith 79' George - Boere 86' Van der Heyden - Hölscher TRAINER: Marino Pusic |
| - Gele kaarten: – - Assists: Aitor, Espinosa |                                                                                    |                                     |                                                                            | BASISOPSTELLING: Drommel - Nacho, Schenk, Bijen, Ricardinho - Aitor, Brama , Smith, Espinosa - Boere, Oosterwijk RESERVEBANK: Brondeel, De Lange, Maria, Roemeratoe, Van der Heyden, Hölscher, George, Zekhnini WISSELS: 46' Hölscher - Smith 79' George - Boere 86' Van der Heyden - Hölscher TRAINER: Marino Pusic |
| Kwartfinale | FC Twente                                                                          | 2 - 3 (0 - 0)                       | Willem II                                                                  | Selectie FC Twente: |
| wo. 23 januari 2019 Aanvangstijd: 18:30 uur Plaats: Enschede De Grolsch Veste Toeschouwers: 19.650 Scheidsrechter: Jochem Kamphuis                   | Aitor Cantalapiedra 54' Aitor Cantalapiedra 63'                                    | 1 - 0 1 - 1 2 - 1 2 - 2 2 - 3       | 62' Cristian González (ed) 76' Vangelis Pavlidis 86' Kristófer Kristinsson | BASISOPSTELLING: Drommel - Nacho, González, Bijen, Ricardinho - Brama , Espinosa, Smith - Aitor, Oosterwijk, Hölscher RESERVEBANK: Brondeel, De Lange, Ramos, Schenk, Laukart, Van der Heyden, Boere, George WISSELS: 25' Laukart - Hölscher 81' Boere - Oosterwijk TRAINER: Marino Pusic                            |
| - Gele kaarten: Nacho (23') - Assists: Nacho |                                                                                    |                                     |                                                                            | BASISOPSTELLING: Drommel - Nacho, González, Bijen, Ricardinho - Brama , Espinosa, Smith - Aitor, Oosterwijk, Hölscher RESERVEBANK: Brondeel, De Lange, Ramos, Schenk, Laukart, Van der Heyden, Boere, George WISSELS: 25' Laukart - Hölscher 81' Boere - Oosterwijk TRAINER: Marino Pusic                            |
| |                                                                                    |                                     |                                                                            | |

Almere City FC ·
SC Cambuur ·
FC Den Bosch ·
FC Dordrecht ·
FC Eindhoven ·
Go Ahead Eagles ·
Helmond Sport ·
Jong Ajax ·
Jong AZ ·
Jong PSV ·
Jong FC Utrecht ·
MVV Maastricht ·
N.E.C. ·
RKC Waalwijk ·
Roda JC Kerkrade ·
Sparta Rotterdam ·
Telstar ·
TOP Oss ·
FC Twente ·
FC Volendam